# Peter Rono
Peter Rono, född den 31 juli 1967, är en kenyansk före detta friidrottare som tävlade i medeldistanslöpning.
Rono var framgångsrik som junior och blev bland annat silvermedaljör vid VM för juniorer 1986 på 1 500 meter. Han var i semifinal som senior vid VM 1987 i Rom på 1 500 meter. Hans främsta merit är hans guld vid Olympiska sommarspelen 1988 där han slog förhandsfavoriterna Peter Elliott och Steve Cram. 
Efter framgången nådde han inte fler framskjutna placeringar under sin karriär. 

## Personliga rekord
- 1 500 meter - 3.41,09 från 1993